# Edith Cowan University
De Edith Cowan University (ECU) is de recentst opgerichte universiteit van Australië. Ze werd naar het eerste vrouwelijke parlementslid van Australië, Edith Dircksey Cowan, vernoemd.
De ECU verkreeg haar universitaire status in 1991. Ze werd door een samengaan van verscheidene normaalscholen gevormd. Het Claremont Teachers College werd reeds in 1902 opgericht, waardoor de wortels van de ECU teruggaan tot de eerste instelling die in West-Australië hoger onderwijs aanbood.
De universiteit is in West-Australië gevestigd. ECU biedt meer dan 300 cursussen aan op drie campussen. De campussen van Mount Lawley en Joondalup zijn gelegen in de metropool Perth. De regionale campus South West ligt 200 kilometer zuidelijker in de stad Bunbury. Daarnaast heeft de universiteit nog tal van samenwerkingsverbanden met binnen- en buitenlandse onderwijsinstellingen.
De ECU telt ongeveer 30.000 bachelor en masterstudenten waarvan bijna 6000 internationale studenten zijn, afkomstig uit bijna 100 landen.

## Geschiedenis

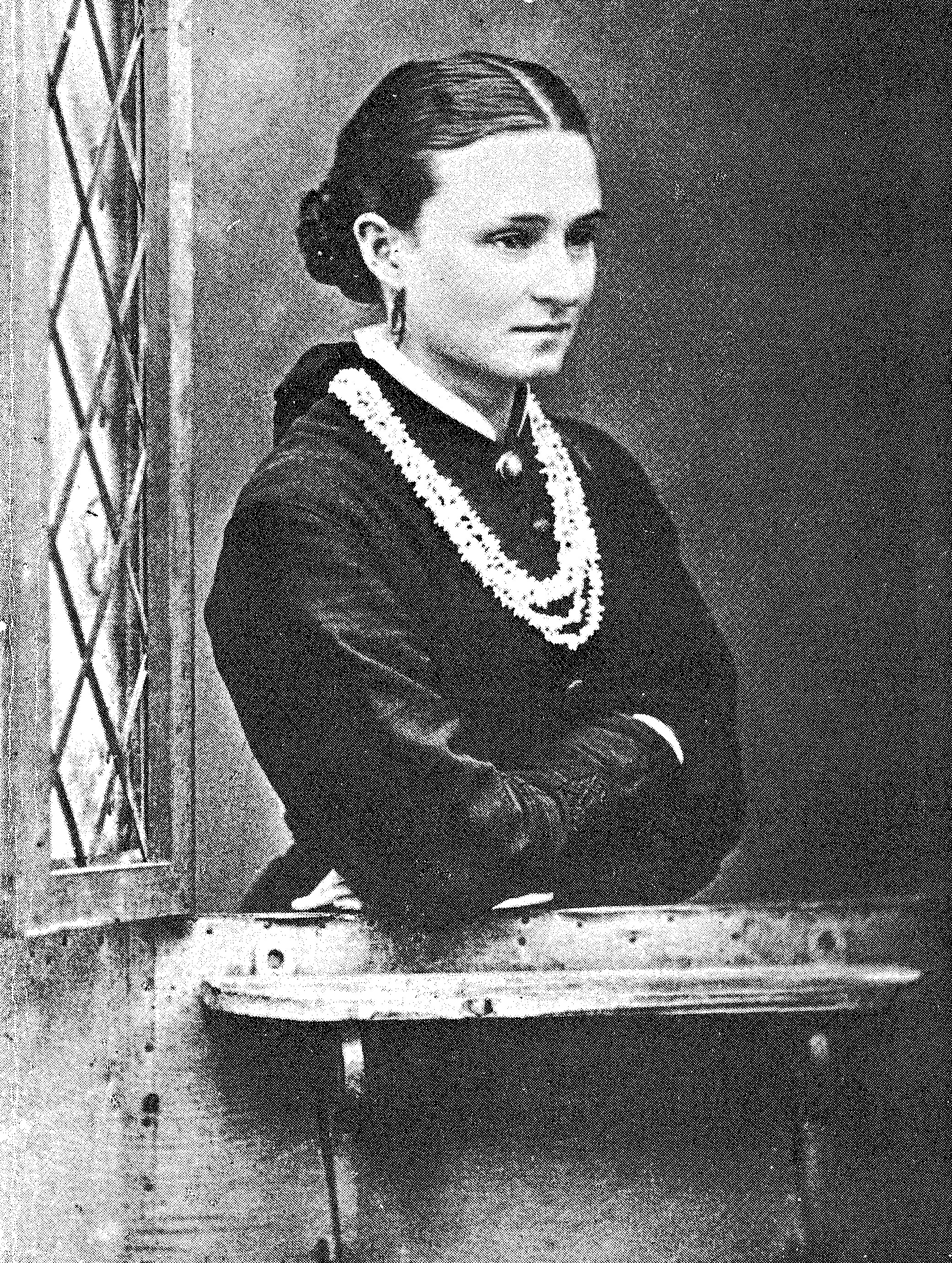
De jonge Edith Cowan in de jaren 1870

De wortels van de ECU gaan terug tot 1902, toen het Claremont Teachers College werd opgericht. Dit was de eerste hoger onderwijs aanbiedende instelling in West-Australië. Door de jaren heen werden nog meer normaalscholen opgericht, waaronder het Graylands Teachers College, Western Australian Secondary Teachers College, Nedlands College of Advanced Education, Mount Lawley Teachers College en het Churchlands Teachers College.
In 1982 smolten de normaalscholen samen tot het Western Australian College of Advanced Education (WACAE), met campussen in Churchlands, Nedlands, Claremont, Bunbury en Joondalup. WACAE verkreeg op 1 januari 1991 de universitaire status en werd tot de Edith Cowan University omgedoopt.
De universiteit werd vernoemd naar de eerste vrouw die in een Australisch parlement zetelde, Edith Dircksey Cowan. Het is de enige universiteit in Australië die naar een vrouw is vernoemd. Cowan zette zich onvermoeid in om fondsen te verzamelen om studenten de mogelijkheid te geven aan universiteiten buiten West-Australië te studeren toen een universitaire opleiding volgen er nog niet mogelijk was. Ze slaagde er onder meer in hiervoor overheidsmiddelen te verwerven.
Cowan geloofde dat onderwijs de sleutel tot groei, verandering en verbetering was en leverde een belangrijke bijdrage aan de ontwikkeling van het onderwijs in West-Australië. Ze streefde naar sociale rechtvaardigheid en vocht voor de rechten van de vrouw, het kind, het gezin, de minder gegoeden en de ouderen. Ze zette zich in voor seksuele voorlichting op school, het welzijn van migranten, het oprichten van gezondheidscentra voor kinderen en speelde een belangrijke rol in de strijd om het vrouwenkiesrecht. Daarom werd de ECU naar haar vernoemd en siert haar beeltenis het 50 dollar biljet van Australië.
In 1991 kocht de ECU het huis waarin Cowan en haar gezin ongeveer twintig jaar woonden. Het huis werd met behulp van de West Coast Institute of Training op de campus in Joondalup heropgebouwd en heropende in 1997 de deuren. Het Peter Cowan Writer's Centre werd in het Edith Cowan House ondergebracht.
Midden de jaren 2000 werden de campussen in Churchlands en Claremont gesloten. Churchlands werd een residentieel project en Claremont werd door de universiteit van West-Australië overgenomen.
In 2014 werd het ECU Health Centre in Wanneroo geopend. Het centrum biedt onderdak aan de Wanneroo GP Super Clinic, het ECU Psychological Services Centre en een apotheek.

## Organisatie

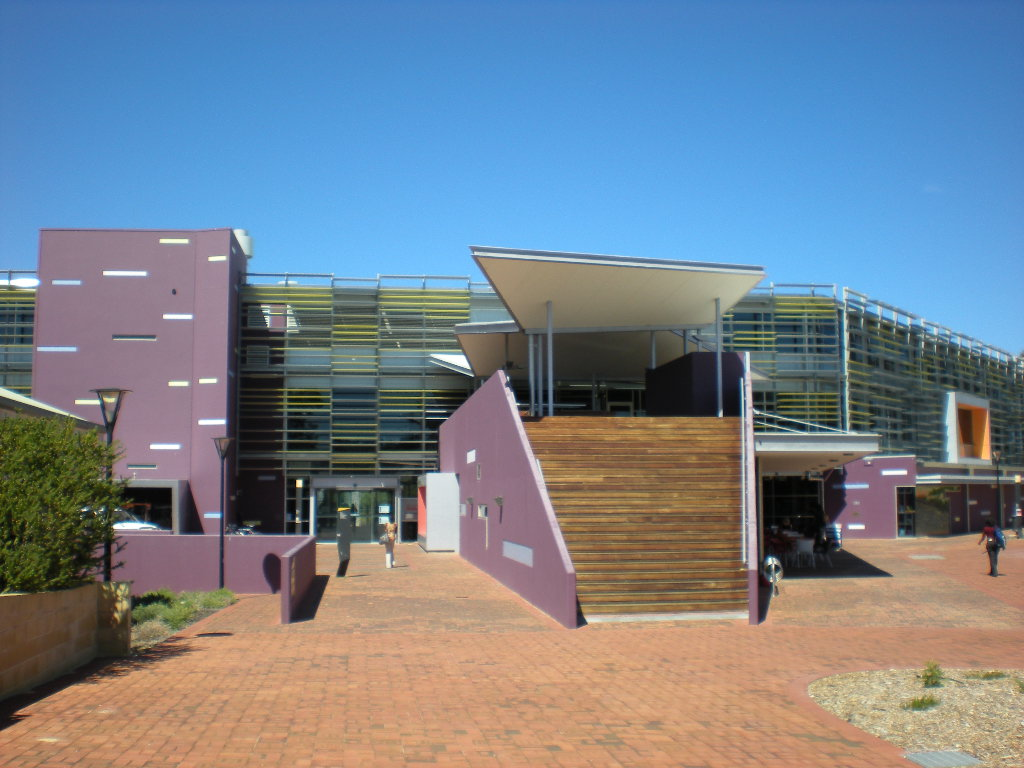
Hoofdbibliotheek op de Joondalup Campus

### Faculteiten
De universiteit heeft acht faculteiten:
- School of Business and Law
- School of Arts and Humanities
- School of Education
- School of Engineering
- School of Medical and Health Sciences
- School of Nursing and Midwifery
- School of Science
- Western Australian Academy of Performing Arts (WAAPA)

### Onderzoekscentra
De universiteit heeft een aantal onderzoekscentra: Health and Wellness, Education, Environment and Sustainability, Electronic Engineering and ICT, Social and Community, Business and Society, Communications and Creative Arts en Security, Law and Justice. Verscheidene onderzoekscentra vallen onder de noemer Major National Research Facilities of WA Centres of Excellence in Science and Innovation.

### Bestuur
Aan het hoofd van de universiteit staat de Chancellor. De Chancellor zit het universiteitsbestuur, de University Council, voor. Sinds augustus 2024 is dit Gaye McMath. Voorheen stonden reeds aan het hoofd:
- Robert French (1991-1997)
- Robert Nicholson (1997-2004)
- Hendy Cowan (2004-2018)
- Kerry Sanderson (2018-2022)
- Denise Goldsworthy (2022-2024)

De Vice-Chancellor staat in voor het dagelijkse bestuur van de universiteit. Sinds april 2024 is dit professor Clare Pollock. Voorheen werd de universiteit bestuurd door:
- Roy Lourens (1991-1997)
- Millicent Poole (1997-2005)
- Kerry Cox (2005-2015)
- Steve Chapman (2015-2024)

### Campussen
De ECU heeft drie campussen:
- Joondalup Campus, de hoofdcampus in de metropool Perth, met onder meer een sportcentrum, de hoofdbibliotheek, de openluchtbioscoop waar het Perth Festival plaats vindt en studentenaccommodaties. De campus maakt deel uit van het Joondalup Learning Precinct waar ook het West Coast Institute of Training en de Western Australian Police Academy zijn gevestigd.
- Mount Lawley Campus, nabij het CBD, met onder meer de Western Australian Academy of Performing Arts, een sportcentrum en studentenaccommodaties. De campus maakt deel uit van het Mount Lawley Learning Precinct waar ook de Mount Lawley Senior High School is gevestigd.
- South West Campus, in Bunbury, de grootste universitaire campus in West-Australië buiten Perth. De campus maakt deel uit van de Learning Precinct waar ook de South West Institute of Technology en de Bunbury Health Campus gevestigd zijn.

## Partneruniversiteiten
De ECU werkt voor de uitwisseling van studenten met onder meer het Utrecht Network samen. In België maakt de Universiteit van Antwerpen deel uit van het uitwisselingsproject; in Nederland de Amsterdamse Hogeschool voor de Kunsten, de Hogeschool voor de Kunsten Utrecht, de Universiteit van Tilburg en de Universiteit Utrecht.

## Rangschikking
In 2020 stond de ECU in de Times Higher Education World University Rankings in de groep 401-500 en in de QS World University Rankings in de groep 651-700.

## Notabelen
Enkele bekende mensen die aan de universiteit studeerden of werk(t)en en een Nederlandstalige Wikipediapagina hebben:
- Jai Courtney
- Rolf Harris
- Hugh Jackman
- Geoffrey Lancaster
- Tim Minchin
- Dacre Montgomery
- Dominic Purcell